# 史蒂文·祖贝尔
史蒂文·祖贝尔（德語：Steven Zuber；1991年8月17日—），瑞士足球運動員，現效力希臘足球超級聯賽球會AEK雅典，瑞士國家足球隊成員，司職中場。

## 俱樂部生涯
2008年7月12日，在歐洲足協圖圖盃第二輪第二回合對比沙卡華積的比賽中，祖贝尔在第83分鐘替補出場，完成了他在球隊的首秀。8月3日，他在瑞士超級聯賽1-1戰平瓦杜茲的比賽中首次亮相。
2013年7月，俄超莫斯科中央陸軍2013年夏天的第二個簽約球員是祖贝尔，雙方簽下五年合同。
2020年8月4日，德甲球隊法蘭克福官方宣佈祖贝尔從霍芬海姆加盟球隊，雙方簽約至2023年6月30日。
2021年8月30日，祖贝尔被租借至希腊超级联赛俱乐部AEK雅典。

## 國家隊生涯
2018年6月4日，祖贝尔入選瑞士國家足球隊參加2018年世界杯的23人大名單。
2018年6月18日，在世界杯小組賽第一輪瑞士1：1戰平巴西的比賽中，祖貝爾打進1球。
在2020年歐洲杯小組賽最後一輪瑞士3比1擊敗土耳其的比賽當中，祖贝尔上演助攻帽子戲法，成為了歷史上第三位在歐洲杯完成助攻帽子戲法的球員。

## 外部連結
- 斯蒂文·祖贝尔 （页面存档备份，存于）的个人官方网站（英文）
- 史蒂文·祖贝尔在Transfermarkt上的资料